# Semiothisa pervolgata
Semiothisa pervolgata är en fjärilsart som beskrevs av Walker 1861. Semiothisa pervolgata ingår i släktet Semiothisa och familjen mätare. Inga underarter finns listade i Catalogue of Life.